# Kim Momb
Kim Momb (* 1956; † 1986 in Nakusp) war ein US-amerikanischer Bergsteiger. Alpingeschichte schrieb Momb, als er 1983 mit Louis Reichardt und Carlos Buhler erstmals die Ostwand des Mount Everest bestieg.
Momb begann im Alter von sechs Jahren mit dem Skifahren am Mount Spokane. 1976 begleitete er seine Schwester und ihren Freund bei einer Klettertour und wendete sich dann ganz dem Klettersport zu. Er bestieg den El Capitan im Yosemite-Nationalpark an einem Tag. 1980 war er Teilnehmer der All-Spokane-Expedition zum Makalu, die den Gipfel ohne Unterstützung durch Sherpas und Flaschensauerstoff bezwingen wollte. Momb war der Einzige der den Gipfel erreichte, seine beiden Teamkollegen Chris Kopczynski und Jim States mussten kurz vor dem Gipfel aufgeben. 1985 wurde ihm der David A. Sowles Memorial Award für herausragende bergsteigerische Leistungen verliehen.
Kurz vor seinem 30. Geburtstag verunglückte Momb in einer Lawine nahe Nakusp, wo er Heliskiingfahrer betreute. Er konnte zwar noch in das Krankenhaus gebracht werden, starb dort aber an seinen Verletzungen.